# Duncan I. Steel
Duncan I. Steel, né à Midsomer Norton en Angleterre en 1955, est un astronome britannique.
Il est diplômé en physique et astrophysique de l'université de Londres en 1977 et en optique en 1979, il a poursuivi avec un doctorat de l'université de Canterbury en 1984 avec une thèse sur l'étude des météores grâce à l'utilisation du radar.
Le Centre des planètes mineures le crédite de la découverte de 12 astéroïdes, découvertes effectuées entre 1990 et 1994.
L'astéroïde (4713) Steel lui est dédié.
| (5263) Arrius          | 13 avril 1991    |
| (6828) Elbsteel        | 12 novembre 1990 |
| (9038) Helensteel      | 12 novembre 1990 |
| (9193) Geoffreycopland | 10 mars 1992     |
| (9758) Dainty          | 13 avril 1991    |
| (9767) Midsomer Norton | 10 mars 1992     |
| (10107) Kenny          | 27 mars 1992     |
| (16578) Essjayess      | 29 mars 1992     |
| (24734) Kareness       | 10 mars 1992     |
| (55815) Melindakim     | 31 décembre 1994 |
| (58196) Ashleyess      | 10 mars 1992     |
| (69311) Russ           | 21 août 1992     |